# Liste der Gebietsänderungen in Nordrhein-Westfalen 1968
Die Liste der Gebietsänderungen in Nordrhein-Westfalen 1968 enthält wichtige Änderungen der Gemeindegebiete des Landes Nordrhein-Westfalen in der Zeit vom 1. Januar 1968 bis zum 31. Dezember 1968. Dazu zählen unter anderem Zusammenschlüsse und Trennungen von Gemeinden, Eingliederungen von Gemeinden in eine andere, Änderungen des Gemeindenamens und größere Umgliederungen von Teilen einer Gemeinde in eine andere.

## Legende
- Datum: juristisches Wirkungsdatum der Gebietsänderung
- Gemeinde vor der Änderung: Gemeinde vor der Gebietsänderung
- Maßnahme: Art der Änderung
- Gemeinde nach der Änderung: Gemeinde nach der Gebietsänderung
- Landkreis: Landkreis der Gemeinde nach der Gebietsänderung

Die Sortierung erfolgt chronologisch: Datum, kreisfreie Städte, Landkreise, aufnehmende oder neu gebildete Gemeinde. Heute noch bestehende Gemeinden sind farbig unterlegt.

## Liste
| Datum      | Gemeinde vor der Änderung                                                                                       | Maßnahme                               | Gemeinde nach der Änderung             | Landkreis                              |
| ---------- | --- | -------------------------------------- | -------------------------------------- | -------------------------------------- |
| 00.00.1968 | Namensänderung der Stadt Neuß in Neuss                                                                          | Namensänderung der Stadt Neuß in Neuss | Namensänderung der Stadt Neuß in Neuss | Namensänderung der Stadt Neuß in Neuss |
| 01.01.1968 | Berge Westtünnen Wiescherhöfen                                                                                  | Eingliederung                          | Hamm                                   | –                                      |
| 01.01.1968 | Braam-Ostwennemar, kleine Gebietsteile, Herringen, kleine Gebietsteile, Rhynern, kleine Gebietsteile            | Umgliederung                           | Hamm                                   | –                                      |
| 01.01.1968 | Niederaden | Eingliederung                          | Lünen                                  | –                                      |
| 01.01.1968 | Kirchspiel Sendenhorst                                                                                          | Eingliederung                          | Sendenhorst                            | Beckum                                 |
| 01.01.1968 | Overberge | Eingliederung                          | Bergkamen                              | Unna                                   |
| 01.01.1968 | Altenbögge-Bönen Bramey-Lenningsen Flierich Nordbögge Osterbönen Westerbönen                                    | Zusammenschluss                        | Bönen                                  | Unna                                   |
| 01.01.1968 | Altendorf Bausenhagen Frömern Fröndenberg Frohnhausen Langschede Neimen Ostbüren Stentrop Strickherdicke Warmen | Zusammenschluss                        | Fröndenberg                            | Unna                                   |
| 01.01.1968 | Hengsen Holzwickede Opherdicke                                                                                  | Zusammenschluss                        | Holzwickede                            | Unna                                   |
| 01.01.1968 | Derne Heeren-Werve Kamen Methler Rottum Südkamen                                                                | Zusammenschluss                        | Kamen                                  | Unna                                   |
| 01.01.1968 | Herringen Lerche Pelkum Sandbochum Weetfeld                                                                     | Zusammenschluss                        | Pelkum                                 | Unna                                   |
| 01.01.1968 | Hamm, kleine Gebietsteile, Wiescherhöfen, kleine Gebietsteile                                                   | Umgliederung                           | Pelkum                                 | Unna                                   |
| 01.01.1968 | Allen Freiske Hilbeck Osterflierich Osttünnen Rhynern Süddinker Wambeln                                         | Zusammenschluss                        | Rhynern                                | Unna                                   |
| 01.01.1968 | Westtünnen, kleine Gebietsteile                                                                                 | Umgliederung                           | Rhynern                                | Unna                                   |
| 01.01.1968 | Braam-Ostwennemar Frielinghausen Haaren Norddinker Schmehausen Uentrop Vöckinghausen Werries                    | Zusammenschluss                        | Uentrop                                | Unna                                   |
| 01.01.1968 | Afferde Billmerich Hemmerde Kessebüren Lünern Massen Mühlhausen Siddinghausen Stockum Uelzen Unna Westhemmerde  | Zusammenschluss                        | Unna                                   | Unna                                   |
| 01.07.1968 | Kirchspiel Telgte Telgte                                                                                        | Zusammenschluss                        | Telgte                                 | Münster                                |
| 01.07.1968 | Hausen Heimbach                                                                                                 | Zusammenschluss                        | Heimbach                               | Schleiden                              |
| 01.08.1968 | Büngern Krechting Krommert Rhede Vardingholt                                                                    | Zusammenschluss                        | Rhede                                  | Borken                                 |

## Quelle
- Martin Bünermann: Die Gemeinden des ersten Neugliederungsprogramms in Nordrhein-Westfalen. Deutscher Gemeindeverlag, Köln 1970, S. 63 ff.